# Хольтей
Хольтей (нем. von Holtei) — баронский и дворянский род.
Курляндский баронский и дворянский род, происходящий из графства Лимбургского, откуда Гуго фон Гольтей переселился в 1548 году в Лифляндию. Другая отрасль этого рода поселилась в Пруссии; к ней принадлежит немецкий поэт Карл фон Гольтей.

## Описание герба
В золотом поле три червлёных кляпца: 2 и 1.
На щите дворянский коронованный шлем. Нашлемник: золотой лёт и на нём такая же фигура, как в щите. Намёт на щите червлёный, подложенный золотом.